# Simjon Rosenfeld
Simjon Rosenfeld (Ternivka, 1º ottobre 1922 – Rehovot, 3 giugno 2019) è stato un militare e superstite dell'Olocausto ucraino naturalizzato israeliano, ultimo superstite del campo di sterminio di Sobibór.

## Biografia
Simjon Rosenfeld (scritto anche Simjon, Semjon o Semyon Rozenfeld) nacque nel 1922 in Ucraina, e nel 1940 fu reclutato nell'Armata Rossa. Nel 1941, i tedeschi lo catturarono e lo mandarono a costruire un campo di lavoro a Minsk. Il 20 settembre 1943 fu trasferito a Sobibór, dove giunse due giorni dopo. Al loro arrivo, i tedeschi separarono i soldati ebrei da quelli non ebrei, ma non uccisero i primi perché godevano dello status di prigionieri di guerra. Il 14 ottobre 1943, Rosenfeld partecipò attivamente alla famosa rivolta che lo fece fuggire. Dopo la guerra, si trasferì in Ucraina e poi in Israele negli anni ottanta. Rosenfeld morì nel 2019 all'età di 96 anni, lasciando due figli e cinque nipoti.